# Casanova (1927)
Casanova é um filme de drama histórico francês de 1927, dirigido por Alexandre Volkoff e estrelado por Ivan Mosjoukine, Suzanne Bianchetti e Diana Karenne.  O filme retrata a vida e as aventuras de Giacomo Casanova (1725-1798). Muitos dos envolvidos com o filme eram emigrantes russos que vieram para a França após a Revolução Russa. Foi o primeiro filme exibido na Cinemateca Capitólio (na época Cine-Theatro Capitólio) na inauguração do prédio, em 1928.

## Elenco
- Ivan Mosjoukine como Casanova
- Suzanne Bianchetti como Catarina II
- Diana Karenne como Maria, Duquesa de Lardi
- Jenny Jugo como Teresa
- Rina De Liguoro como Corticelli
- Nina Koshetz como Condessa Vorontzoff
- Raymond Bouamerane como Djimmy
- Olga Day como Lady Stanhope
- Albert Decoeur como Duque de Bayreuth
- Dimitri Dimitriev como Lord Stanhope
- Paul Franceschi
- Paul Guidé como Gregori Orloff
- Rudolf Klein-Rogge como Czar Pedro III
- Nathalie Lissenko
- Michel Simon como capanga
- Carlo Tedeschi como Menucci
- Maria Ivogun como soprano

## Figurino
Boris Bilinsky desenhou com Barbara Karinska , que ganhou um Oscar em 1948 por seu figurino colorido em Joana d'Arc.